# XO-1
XO-1は、かんむり座の11等星。太陽系外惑星が一つ発見されている。
G1Vのスペクトル|を持つ黄色矮星で、太陽とほぼ同じ質量と半径を持つ。ガイア計画で計測された年周視差によると地球から約536光年の位置にある。
| 太陽 | XO-1      |
| ---- | --------- |
| 太陽 | Exoplanet |

## 惑星系
2006年に、XO望遠鏡を用いたトランジット法によって、XO-1の周囲を木星程度の大きさの系外惑星XO-1bが公転しているのが発見された。XO望遠鏡による惑星捜索を行うのは、ボルチモアの宇宙望遠鏡科学研究所のピーター・マカラウが率いるプロとアマチュアの天文学者からなる国際共同観測チームで、北アメリカとヨーロッパの4人のアマチュア天文学者が測光の追観測で重要な役割を果たしている。テキサス大学のマクドナルド天文台にあるハーラン・J・スミス望遠鏡とホビー・エバリー望遠鏡によって分光観測も行われ、XO-1の性質や惑星の質量も詳しく推定された。スーパーWASP計画でも独立に惑星が検出されている。
| 名称 （恒星に近い順） | 質量           | 軌道長半径 （天文単位） | 公転周期 (日)           | 軌道離心率 | 軌道傾斜角  | 半径           |
| --------------------- | -------------- | ----------------------- | ----------------------- | ---------- | ----------- | -------------- |
| b (Negoiu)            | 0.92 ± 0.08 MJ | 0.049 ± 0.001           | 3.94150685 ± 1.09 ×10−6 | 0.0        | 88.8 ± 0.2° | 1.21 ± 0.03 RJ |

## 名称
2019年、世界中の全ての国または地域に1つの系外惑星系を命名する機会を提供する「IAU100 Name ExoWorldsプロジェクト」において、XO-1 と XO-1b はルーマニアに割り当てられる系外惑星系となった。このプロジェクトは、「国際天文学連合100周年事業」の一環として計画されたイベントの1つで、ルーマニア国内での選考、国際天文学連合 (IAU) への提案を経て太陽系外惑星とその主星に固有名が承認されるものであった。2019年12月17日、IAUから最終結果が公表され、XO-1はMoldoveanu、XO-1 bはNegoiuと命名された。Moldoveanuはトランシルヴァニアアルプス山脈ファガラシュ山群にあるルーマニアの最高峰モルドベアヌ山に、Negoiuは同じくファガラシュ山群にあるルーマニア第2の高峰ネゴイウ山に、それぞれちなんで名付けられた。